# إيفا أوبرادوفيتش
إيفا أوبرادوفيتش (بالصربية السيريلية: Ива Обрадовић)‏ هي مجدفة صربية، ولدت في 6 مايو 1984 في نوفي ساد في صربيا.

## وصلات خارجية
- إيفا أوبرادوفيتش على موقع الاتحاد الدولي للتجديف (الإنجليزية)
- إيفا أوبرادوفيتش على موقع اللجنة الأولمبية الدولية (الإنجليزية)
- إيفا أوبرادوفيتش على موقع أوليمبيديا (الإنجليزية)